# Richard Geith
Richard Geith (* 11. Dezember 1900 in Hamburg; † 10. März 1945 in Cegléd bei Budapest) war ein deutscher Grünland- und Futterbauwissenschaftler.

## Leben und Wirken
Richard Geith, Sohn eines Gymnasialprofessors, absolvierte nach dem Abitur von 1919 bis 1921 eine landwirtschaftliche Lehre auf einer Domäne im Kreis Hadersleben. Anschließend studierte er Landwirtschaft an der Universität Leipzig. Bereits 1923 hatte er  eine Anstellung bei der Sächsischen Landwirtschaftskammer als Geschäftsführer der Arbeitsgemeinschaft für Grünlandwirtschaft im Freistaat Sachsen erhalten. Ab 1925 war er zugleich Leiter der Auskunftsstelle für Grünlandwirtschaft in Annaberg/Erzgebirge. 1930 promovierte er bei Gustav Falke an der Universität Leipzig mit einer Dissertation über Bodennutzungssysteme im sächsischen Erzgebirge und im Vogtland.
Seit 1929 war Geith Geschäftsführer der dem Institut für landwirtschaftliche Betriebslehre der Universität Leipzig angegliederten „Betriebswirtschaftlichen Forschungsstelle für Grünlandwirtschaft“. Hier arbeitete er eng mit Friedrich Falke zusammen. Er verbesserte dessen zuerst angewandte Methode, den Weideertrag, also die wirtschaftliche Nettoleistung eines Weideganges, zu berechnen. Mit diesem, später als „Methode Falke-Geith“ bezeichneten Verfahren, war es möglich,  betriebswirtschaftliche Vergleiche von Weiden mit Ackerflächen vorzunehmen, aber auch die Ertragsleistungen von Weidebetrieben untereinander zu vergleichen. Geith hatte an der Universität Leipzig einen Lehrauftrag für Weidewirtschaft.
1939 siedelte Geith nach Berlin über und übernahm Aufgaben im Reichsnährstand. Seit 1940 leitete er als Direktor und Professor das Institut für Grünlandwirtschaft der neu gegründeten Reichsforschungsanstalt für alpine Landwirtschaft in Admont (Steiermark). Geith veröffentlichte eine Vielzahl von Beiträgen über Weidewirtschaft in praxisnahen Zeitschriften. Von seinen umfangreicheren Veröffentlichungen sind hervorzuheben die „Grünlandfibel“ (1932), die Broschüre „Neuzeitliche Weidewirtschaft“ (1937) und die gemeinsam mit Franz Zürn verfasste Studie „Die Leistungen der deutschen Weiden und die nachhaltige Verbesserung ihrer Erträge“ (1941).

## Wichtigste Publikationen
- Die Bodennutzungssysteme im sächsischen Erzgebirge und Vogtlande. Diss. Phil. Leipzig 1930. – Zugl.: Arbeiten der Arbeitsgemeinschaft für Grünlandwirtschaft im Freistaat Sachsen H. 13.
- Grünlandfibel. Praktische Anleitung zur Anlage, Pflege und Bewirtschaftung des Grünlandes. Berlin 1932 = Flugschriften der Deutschen Landwirtschafts-Gesellschaft H. 30; 2. neubearb. Aufl. (gemeinsam mit K. Fuchs). Reichsnährstand Verlags-Gesellschaft Berlin 1936 = Arbeiten des Reichsnährstandes Bd. 13; 3. Aufl. ebd. 1941; 4. u. 5. Aufl. ebd. 1943.
- Neuzeitliche Weidewirtschaft. Reichsnährstand Verlags-Gesellschaft Berlin 1937 = Arbeiten des Reichsnährstandes Bd. 39; 2. Aufl. ebd. 1940; 3. u. 4. Aufl. ebd. 1943.
- Die Leistungen der deutschen Weiden und die nachhaltige Verbesserung ihrer Erträge (gemeinsam mit Franz Zürn). Reichsnährstand Verlags-Gesellschaft Berlin 1941 = Berichte über Landwirtschaft N. F. Sonderheft 152.